# Krzysztof Chrapek
Krzysztof Chrapek (* 7. Oktober 1985 in Czechowice-Dziedzice, Polen) ist ein polnischer Fußballspieler.

## Karriere
Chrapek begann seine Karriere bei seinem Heimatverein Górnik Brzeszcze, ehe er in der Jugend zu LKS Jawiszowice und wieder zurück zu Górnik Brzeszcze wechselte, wo er seine ersten Spiele in der 1. Mannschaft absolvierte.
In der Winterpause der Saison 2005/06 wechselte der Stürmer zu Podbeskidzie Bielsko-Biała, wo er bis 2009 spielte und zur Saison 2009/10 von Lech Posen verpflichtet wurde. Bei Lech Posen gewann Chrapek mit dem Gewinn des Superpuchar Polski 2009 gegen Wisla Krakau seinen ersten Titel im Profibereich. Am 2. August 2009 wurde Chrapek in der 79. Spielminute für Hernán Rengifo eingewechselt und absolvierte seine ersten Minuten in der Ekstraklasa gegen Piast Gliwice. Sein Vertrag bei Lech bindet ihn noch bis 2013 an den Verein.

## Erfolge
- Polnischer Meister (2010)
- Polnischer Superpokalsieger (2010)